# Караул
Караулът (на казахски: карау – гледам и аул) е дежурно подразделение от състава на въоръжените сили, предназначено за въоръжена охрана и отбрана на държавни, и военни обекти, в това число и на военните арести.
За приемане и сдаване на службата от караула се определя парола. Тя е секретна дума, която служи на началника на караула като средство за удостоверяване, че пристигналият за смяна караул е действително назначен за тази цел.
Организацията на караулната служба във Въоръжените сили на България се определя от Устава за войсковата служба на Въоръжените сили на Република България, обн. ДВ, бр.75 от 26 август 2008 г.

## Видове караул
Караулите се делят на вътрешни и външни и могат да бъдат постоянни или временни.
Вътрешният караул се назначава за охрана и отбрана на обекти в района на поделението. Външният караул се назначава за охрана и отбрана на обекти извън района на поделението.
Постоянните караули се включват в разписанието за караулите.
Временните караули не се включват в разписанието за караулите. Те се назначават по разпореждане на командира (началника) на поделението или началника на лагерния сбор за охрана и отбрана на обекти и отбранителни продукти, по време на полеви учения, лагери, при товаренето (разтоварването) на имущество на железопътна гара (в пристанище, аерогара), временно складиране на други места, пожар или стихийно бедствие, за охрана и придружаване на специални товари, превозвани с различни видове транспорт.

## Състав на караула
В състава на караула се назначават началник на караула, разводачи и караулни според броя на постовете и смените. Когато караулът включва шест или повече поста, за началник на караула задължително се назначава офицер. При необходимост в състава на караула се назначават следните длъжностни лица:
1. помощник (помощници) на началника на караула;
2. водач (водачи) на превозно средство;
3. тревожна група (групи) при охрана на обекти, оборудвани със сигнално-охранителни системи;
4. резервна група.

Непосредствените охрана и отбрана на военните обекти се осъществяват от часови или патрули:
- часови е въоръжен караулен, изпълняващ бойна задача по охраната и отбраната на поверения му пост.
- патрул (мотопатрул) е въоръжен военнослужещ (група военнослужещи), изпълняващ бойна задача по охраната и отбраната на военни обекти или на част от тях чрез обхождане на същите по определени маршрути.
- караулен е военнослужещ от състава на караула, когато не е на пост.

Постът е военен обект или част от него, поверен на часовия за охрана и отбрана.

### Разводач
Разводачът отговаря за правилното и бдителното изпълнение на службата от подчинените му часови, за своевременното им развеждане и смяна, за правилното сдаване и приемане на постовете от часовите. Разводачът е подчинен на началника на караула и на неговия помощник и изпълнява само техните заповеди. Разводачът е непосредствен началник на караулните от подчинените му смени.

### Часови
Часовият отговаря за охраната и отбраната на поверения му пост (обект). Часовият е неприкосновено лице. Неприкосновеността му се заключава във:
1. специалната защита на неговите права и лично достойнство, произтичащи от закона;
2. задължението на всички лица безпрекословно да изпълняват предупрежденията на часовия, определени от неговата служба;
3. предоставените му права да употреби оръжие в случаите, посочени в този устав;
4. подчинението му на строго определени лица – часовият се подчинява само на началника на караула, на помощник-началника на караула и на своя разводач, и може да бъде сменен или снет само от тях.

Часовият на пост държи оръжието с поставен нож (щик), а автомата със сгъваем приклад – без нож (щик), в положение за стрелба – стоешком; на вътрешните постове автоматите с дървен приклад трябва да се държат в положение на ремък, със сгъваем приклад – на гърди, а сумката с пълнителите (патроните) трябва да бъде закопчана.
Часовият трябва да отговаря на въпросите само на началника на караула, на неговия помощник, на своя разводач и на лицата, пристигнали на проверка.
Часовият употребява оръжие без предупреждение при явно въоръжено нападение или при заплаха с огнестрелно оръжие върху него.
Часовият е длъжен да се прикрие и спре с вик „Стой, назад“, „Стой, на място“ или „Стой, заобиколи отдясно (отляво)“, „Кръгом“ всяко лице, приближаващо се към поста или към забранената граница, обозначена с указатели (табели), с изключение на началника на караула, помощник-началника на караула, своя разводач и лицата, придружавани от тях.
Когато приближаващият се не изпълни тези команди, часовият предупреждава нарушителя с вик „Стой, ще стрелям“ и го задържа, командвайки му „Легни“, „Стой на място“, „Кръгом“ или „Горе ръцете“. Часовият съобщава с определен сигнал в караулното помещение за задържания нарушител и без да отслабва вниманието си, продължава да охранява поверения си пост (обект) и следи за поведението на нарушителя;
Когато нарушителят не изпълни гореизложените команди, часовият зарежда оръжието и произвежда предупредителен изстрел в безопасна посока. При продължаване придвижването му към поста (премине забранената граница и проникне в охранявания обект) часовият стреля във въздуха по посока на нарушителя, като пази живота и здравето му, след което извиква началника на караула или разводача.